# 西安高科集团公司
西安高科（集团）公司是中國陝西省西安高新技术产业开发区管委会下属的房地产开发企业。为全国500家最大企业之一。